# Japan Tobacco
Japan Tobacco Inc. (яп. 日本たばこ産業株式会社 Nihon Tabako Sangyō Kabushiki-gaisha, JT) — японська тютюнова компанія, третя за величиною у світі.
Штаб-квартира — у Токіо.
Заснована в 1898. До 1985 була державною монополією, потім була акціонована.
Контрольний пакет акцій компанії (близько 50 %) належить міністерству фінансів Японії.

## Критика
Після вторгнення Росії в Україну у 2022 році Japan Tobacco International (JTI) продовжила свою діяльність в Росії, незважаючи на те, що раніше обіцяла призупинити інвестиції, маркетинг і запуск нових продуктів. Хоча JTI спочатку припускала можливе призупинення виробничих операцій, компанія зберегла свою присутність на російському ринку, повідомивши про збільшення доходів у 2022 році порівняно з 2021 роком на 1,5 мільярда доларів або на 26%. Це рішення призвело до того, що Національне агентство з питань запобігання корупції (НАЗК) України визнало JTI «міжнародним спонсором війни». У своїй заяві директор з корпоративних зв'язків та комунікацій JTI Сергій Глушков пояснив, що компанія вирішила продовжити свою діяльність у Росії, наголосивши на прагненні JTI не «позбавляти споживачів продукції, до якої вони звикли», незважаючи на триваючий конфлікт.

## Japan Tobacco в Україні

Одна з будівель підприємства

Виробничі потужності Japan Tobacco в Україні зосереджені у місті Кременчук. Ця фабрика була заснована у 1993 році і розташована за адресою: вулиця 1905 року, 19. На фабриці виробляється продукція наступних марок: Camel, Winston, Magna, Monte Carlo. Фінансові показники компанії в Україні не розкриваються.